# Акбулут, Йылдырым
Йылдырым Акбулут (тур. Yıldırım Akbulut, [jɯɫdɯˈɾɯm akbuˈɫut]; 2 сентября 1935, Эрзинджан — 14 апреля 2021, Анкара) — турецкий политик, премьер-министр Турции с 9 ноября 1989 года по 23 июня 1991 года. Член Партии отечества.
Окончил юридический факультет Стамбульского университета. Был избран в парламент от ила Эрзинджан, в правительстве Тургута Озала был министром внутренних дел (1984—1987). В 1987—1989 годах был спикером Великого национального собрания.
После избрания Тургута Озала президентом в 1989 году Акбулут стал новым премьер-министром и лидером Партии отечества. В 1991 году новым председателем Партии отечества был избран Месут Йылмаз, после чего Акбулут ушёл в отставку в пользу Йылмаза. В 1999—2000 годах вновь был спикером ВНС. В 2000 году выставлял свою кандидатуру на президентских выборах; получил 10 % голосов депутатов в первом туре и 16 % — во втором.